# Рут Вестхаймер
Карола Рут Вестхаймер (нім. Karola Ruth Westheimer), до шлюбів Зіґель (нім. Siegel); 4 червня 1928 — 12 липня 2024), більш відома як Докторка Рут, — німецько-американська секс-терапевтка, секс-просвітниця, ведуча ток-шоу, письменниця, викладачка і особа, яка пережила Голокост. Авторка автобіографії.

## Життєпис

### Ранні роки
Карола Рут Зіґель народилась 4 червня 1928 року в селищі Візенфельд, що зараз є частиною німецького міста Франкфурт, в сім'ї ортодоксальних євреїв. ЇЇ батько, Юліус Зіґель, був процвітаючим продавцем-оптовиком. Її мати, Ірма Зіґель (до шлюбу Ханауер), була дочкою скотаря. Батько навчав Каролу основам юдаїзму та регулярно водив її до синагоги у Франкфурті. У своїй автобіографії Вестхаймер згадує, що у Франкфурті вона відвідувала єврейську ортодоксальну школу Самсона Рафаеля Гірша.
Коли Каролі було 10 років, незабаром після Кришталевої ночі, у 1938 році її батька забрали до табору. У своїй автобіографії вона так описує цей епізод: «Постукали в двері, і в квартиру зайшли кілька великих чоловіків у блискучих чоботях. Мама плакала, а я нічого не говорила. Я страшенно злякалася і теж почала плакати. Вони сказали мені заспокоїтись. Чоловіки були ввічливими — не було ніяких ударів, нічого жорстокого, — але вони наполягли, щоб мій батько пішов з ними. Так він і зробив… Я бачила, як він вийшов з дому, трохи зігнутий, в окулярах, вусатий, невисокий, худорлявий. Біля узбіччя стояла велика вантажівка, в якій тримали ще кількох чоловіків. Я пам'ятаю, що двигун вантажівки дуже шумів, коли він працював на холостому ходу. Перш ніж залізти, батько обернувся й помахав рукою; він спробував усміхнутися, але не втримався. На його обличчі було занадто багато болю».
Тоді, у 1939 році, її мати та бабуся в рамках операції «Кіндертранспорт», організованої з метою рятування єврейських дітей, відправили Каролу до Швейцарії, де вона 6 років жила в дитячому будинку. Пізніше її батька випустили, і він повернувся до сім'ї. Мати Юліуса Зіґеля відмовлялась покинути Франкфурт, і Зіґелі залишились у місті. У 1941 році Зіґелів відправили до єврейського гетто у Лодзі, Польща. Карола більше не побачила своїх батьків та бабусю. Лише наприкінці 90-х років вона знайшла імена свого батька та бабусі в записах, знайдених в Аушвіці. У 2018 році під час перебування у Єрусалимі вона знайшла додаткові записи про свою матір: біля імені матері було німецьке слово verschollen, що означає «зникла», і не було відомостей про те, як саме померла її мати.

### Швейцарія
За спогадами Вестхаймер, дитячий будинок, до якого вона потрапила, знаходився у швейцарському селі Гайден. У ньому були хлопці та дівчата. Хлопці відвідували школу, а дівчат навчали бути служницями. Карола потоваришувала з одним із хлопців, який їй передавав книжки, за якими їх навчали у школі. У дитбудинку існувала система, за якою старші діти наглядали за молодшими. Коли Каролі виповнилось 10 років, їй довелось наглядати за групою шестирічних дітей. У своїй автобіографії Вестхаймер зазначає, що коли вона навчалась у Нью-Йорку, вона зв'язалась з деякими людьми, які разом із нею перебували у тому швейцарському дитячому будинку. Відповідно до Вестхаймер, у більшості з тих дітей життя склалось добре. «Вони жили по всьому світу, але жоден із них не став злочинцем, ніхто не вчинив самогубства, і надзвичайно високий відсоток з них досягли значних професійних успіхів», — пише Вестхаймер. Вона пояснює це тим, що діти переважно походили з німецьких єврейських родин середнього класу, і тим, що в цих дітей була власна система підтримки — ці діти були більш близькими ніж брати та сестри, і підтримували одне одного. У Швейцарії Карола стала сіоністкою, оскільки була переконана, що наявність єврейського дому допоможе залікувати рани, нанесені Адольфом Гітлером.

### Палестина
Із закінченням війни, наприкінці 1945 року Карола покинула Швейцарію та поїхала до Палестини. Спочатку вона жила в кібуці. Друзі вмовляли її змінити її ім'я, оскільки воно звучало надто по-німецьки. Вестхаймер вагалася, чи робити це: вона побоювалась, що через зміну імені її не знайдуть родичі, яким, можливо, вдалося врятуватись. Тому вона просто взяла своє друге ім'я, яке їй дали при народженні — Рут. ЇЇ кібуц займався тим, що вирощував помідори та оливки. Рут працювала на полях, збираючи врожай. Згодом вона покинула кібуц та переїхала до Єрусалиму, де почала навчатись у вчительській семінарії, щоб стати вчителькою у дитячому садку.
У 1948 році Рут приєдналась до Гаґани — єврейської партизанської військової організації. Вона пройшла підготовку як снайперка, але свої навички застосовувала лише у навчальній стрільбі. У 1949 році Рут зазнала поранення під час атаки на Єрусалим. У 1950 році вона одружилася з молодим ізраїльським солдатом.

### Франція
Разом з чоловіком Рут переїхала до Франції. Там він вивчав медицину, а Рут — здобула ступінь з психології в Сорбонні. Крім того, працювала у дитячому садку. За спогадами Вестхаймер у Парижі вони з чоловіком спочатку жили у квартирі без гарячої води у районі робітничого класу в ХХ окрузі, однак скоро переїхали до квартири, що знаходилась поблизу Сорбонни, щоб її чоловіку було зручніше добиратись до місця навчання. Також за її спогадами, однією з проблем, з якою вона зіткнулась, працюючи в дитячому садку — це мова. Дитсадок, в якому працювала Рут, був садком для єврейських дітей з різних країн, Китаю, Марокко, Ємену. На той момент Рут володіла тільки німецькою мовою та івритом. Однак багато батьків дітей у цьому садку були в концентраційних таборах та не хотіли чути німецьку. І тому, за визнанням самої Рут, їй довелося посилено покращувати своє володіння їдишем та французькою. В автобіографії вона згадує, що також підробляла викладанням івриту французьким єврейським дітям і під час літніх канікул працювала у літніх таборах.
У Франції Рут розлучилася з першим чоловіком та одружилася з французом, з яким поїхала до США.

### США
Незабаром Рут розлучилась із другим чоловіком. Приїхавши до Нью-Йорку, вона побачила в місцевій німецькомовній газеті оголошення про надання стипендій для навчання в Новій школі соціальних досліджень (зараз — Нова школа). Рут подала заявку та її взяли навчатись у магістратурі з соціології. Рут навчалась по вечорах, а вдень працювала покоївкою. Вона переїхала до квартири, що розташовувалась у районі Вашингтон-Гайтс, який також називали «Четвертим Рейхом» та «Франкфуртом-на-Гудзоні». Вестхаймер проживала в тій квартирі до своєї смерті.
У 1959 році Рут Вестхаймер здобула ступінь магістра соціології в Новій школі соціальних досліджень. У 1960 році почала працювати науковою співробітницею в Школі охорони здоров'я Колумбійського університету. Там вона працювала до 1967 року, коли їй запропонували роботу в Американській федерації планування сім'ї (англ. Planned Parenthood). Вона погодилась і стала керівницею проєкту в клініці у Гарлемі. Зокрема, вона керувала дослідженнями освіти щодо контрацепції та післяпологового догляду. В ході своєї роботи вона опитувала молодих матерів, які часто були підлітками, про протизаплідні засоби, які вони використовували, а також про їхнє сексуальне життя. Це був її перший досвід дослідження сексу. Вестхаймер також заочно навчалась у Колумбійському університеті, щоб здобути ступінь доктора у педагогіці. Вона вирішила написати докторську дисертацію про Американську федерацію планування сім'ї. Зрештою, вона написала дисертацію про фельдшерів, яких наймали, щоб мотивувати пацієнток клінік повертатись для післяпологового догляду та консультування щодо контрацепції.
Вестхаймер найняла та навчила 12 фельдшерів знаходити та опитувати жінок, які не повертались до клініки для післяпологового догляду. Проєкт виявився не дуже успішним, оскільки жінки так і не повертались до післяпологового догляду, але Вестхаймер виявила, що їй вдалося мотивувати жінок, яких вона наймала фельдшерками. Усі вони отримали кращі роботи, а деякі здобули атестат про середню освіту в результаті їхньої роботи.
У 1965 році Вестхаймер стала громадянкою США. У 1970 здобула ступінь доктора в Колумбійському університеті.
Зрештою Вестхаймер вирішила бути секс-терапевткою. Вона вирішила навчатись у Корнелльському університеті під керівництвом Гелен Зінґер Каплан — австро-американської секс-терапевтки та засновниці першої у США клініки сексуальних розладів. Вестхаймер отримала клінічний досвід у секс-терапії під керівництвом Чарльза Сільверстайна — прихильника ЛГБТ-руху та автора книги «Радість гей-сексу» (англ. The Joy of Gay Sex).
На початку 1970-х Вестхаймер також працювала позаштатною викладачкою сексуального консультування у Леманському коледжі в Бронксі. Крім того, вона викладала курси з сексульної освіти в Університеті Аделфі, Мерімаунт-Мангеттен-Коледжі та у Педагогічному коледжі Колумбійського університету. На додаток, Вестхаймер займалась приватною практикою секс-терапії. У 1977 році вона перейшла працювати до Бруклінського коледжу. У тому ж році її звільнили з Бруклінського коледжу з причин, які вона не називає. Професор Гелен Слоун, голова Програми з людської сексуальності, заявила, що Вестхаймер звільнили, тому, що «ми не думали, що вона була кваліфікованою. Вона подала на нас до суду… але програла по кожному пункту. Ми вважали, що її робота була дуже поверхневою, а ми були набагато більше зацікавлені у якості».

### Початок медіакар'єри
Вестхаймер так згадує про початок своєї медіа-кар'єри. У штатах Нью-Йорк, Коннектикут та Нью-Джерсі існували закони, які зобов'язували кожну радіопрограму мати компонент громадського значення. До Медичного центру Корнелльського університету, де тоді Вестхаймер навчалась на секс-терапевтку, надійшов лист із питанням, чи не погодиться хтось з працівників виступити з приводу зустрічі адміністраторів громадських справ. Ніхто не хотів цього робити, адже за це не платили грошей, а Вестхаймер погодилась. Вона виступила на філадельфійській радіостанції із промовою, присвяченою використанню радіо для сексуальної освіти. Вже через тиждень після виступу радіоведуча запросила Вестхаймер на інтерв'ю на недільному ранковому шоу. Одразу після інтерв'ю Вестхаймер запропонували 15 хвилин ефірного часу на радіо після півночі по неділях. «Так я працювала протягом одного року. Я це розвивала. Я казала людям надсилати мені запитання, і я відповідала на них. Ми записували по вівторках».
Аудиторія з ентузіазмом сприйняла передачу Вестхаймер. До радіостанції приходили тисячі листів. Коли радіостанція запропонувала футболки з написом «Секс в неділю» (англ. Sex on Sunday) як рекламний хід, було отримано 3500 запитів на футболки. І вже через рік після її першої промови на радіо, у 1981 році її шоу «Сексуально кажучи» (англ. Sexually Speaking) було надано більше ефірного часу: з 10 до 11 вечора по неділях. Один із слухачів назвав Вестхаймер «Бабусею Фройд». ЇЇ часто стали так називати, на що Вестхаймер відповідала, що вона була недостатньо старою для «бабусі», і просила її називати «тітонька Фройд». Вже у лютому 1982 року «Сексуально кажучи» стало рейтинговим шоу для дорослих від 18 до 34 років. Кількість дзвінків на радіо збільшилось з 200 до 3000 на вечір. В ефір передавалось лише до 30 дзвінків.
Скоро філадельфійська радіостанція запропонувала Вестхаймер шоу вихідного дня та надала їй машину, яка привозила її до місця роботи.

### Пік медіакар'єри (1983—1990)
Вестхаймер, або Доктор Рут, як її тепер називали, стрімко почала ставати дедалі популярнішою, особливо серед молоді. Почав розвиватись такий феномен, як «Вечірка з Докторкою Рут»: збирались молоді люди, вигадували обурливу проблему і дзвонили на шоу «Сексуально кажучи», намагаючись дістатись до ефіру. Якщо їм це вдавалось, то Вестхаймер завжди слухняно відповідала, хоча й була в курсі таких вечірок. Популярність Вестхаймер серед молоді незмірно посилилась після того, як вона стала гостею на шоу «Пізня ніч з Девідом Леттерманом» на каналі NBC у 1982 році. На шоу вона розповідала про свою радіопрограму «Сексуально кажучи». Вона зазначила, що на шоу вона говорить не тільки про секс, а й про стосунки, контрацепцію та сексуальну освіту. Вестхаймер також зазначила, що її програма має не тільки освітній, а й розважальний характер. Вона також відповіла на деякі питання з аудиторії. Девід Леттерман назвав Вестхаймер приголомшливою, і, зазначив, що зрозумів, чому її шоу було таким популярним. З тих пір Вестхаймер неодноразово з'являлась на шоу Леттермана.
У 1983 році була опублікована перша книга Вестхаймер «Посібник докторки Рут з гарного сексу» (англ. Dr. Ruth's guide to good sex), яка стала бестселером. Були продані 169 000 примірників книги, а також книгу переклали німецькою, іспанською, французькою та японською. У 1984 році радіомережа NBC Radio Network почала транслювати шоу «Сексуально кажучи» на всю країну. Ефірний час шоу також збільшився до двох годин. У червні 1985 року її радіопрограма транслювалась 52-ма радіостанціями. Вже у грудні 1985 року її радіошоу транслювали 78 радіостанцій.
У серпні 1984 року дебютувало телевізійне шоу Вестхаймер «Гарний секс з докторкою Вестхаймер» (англ. Good Sex with Dr. Westheimer), яке пізніше перейменували на «Шоу докторки Рут» (англ. The Dr. Ruth Show) на кабельному каналі Lifetime. Її шоу мало вдвічі більші рейтинги за шоу, яке вона замінила на каналі. Крім того, вона подвоїла рейтинги власного шоу. Щотижня майже 2 мільйони глядачів дивились її телепрограму. У січні 1985 року ефірний час програми збільшили з півгодини до години. Одним із гостей у 1985 році на шоу Вестхаймер був мер Нью-Йорка Ед Коч. На шоу він обговорював проституцію в Нью-Йорку, законодавство про права гомосексуалів і зусилля міста з допомоги хворим на СНІД. Серед інших знаменитих гостей на її шоу були американський актор Берт Рейнольдс, американський актор та комік Джордж Бернс, американська акторка й телеведуча Джоан Ріверз, американська співачка та акторка Сінді Лопер та американська акторка Мері Ґросс. Восени 1985 року шоу Вестхаймер почали транслювати в Англії.
У листопаді 1985 року вийшла відеокасета під назвою «Чудовий секс» (англ. Terrific Sex) вартістю 40 доларів США. На ній показано, як докторка Рут біжить підтюпцем, розповідаючи про прелюдію, грає в теніс, обговорюючи оргазми, і веде спортивну машину, закликаючи глядачів не ділитися своїми фантазіями з іншими, але, звичайно, не зупинятися і мати фантазії, навіть якщо вони включають цілу футбольну команду. Також у 1985 році вийшла настільна гра «Гра гарного сексу від докторки Рут» (англ. Dr. Ruth's Game of Good Sex), яку створила компанія, яка спеціалізувалась на військово-стратегічних іграх для Пентагону. Гра коштувала 25 доларів США, і в ній пари мчали навколо «доріжок збудження» із ризиком приземлитись на таких квадратах, як «домашня тварина стрибає на ліжко», намагаючись першими дістатись «кола взаємного задоволення». За задумом, чоловіки рухались швидше в грі і мали чекати своїх партнерок.
На додаток Вестхаймер знімалась у рекламах напою Dr. Pepper, друкарських машинок Smith Corona та презервативів LifeStyles Condoms. Вона також брала участь у рекламі-рекомендації замороженого мусу Mousse du Jour.
Також у 1985 році вийшла друга книга Вестхаймер у співавторстві з доктором Нейтаном Кравецом «Перше кохання: Посібник із сексуальної інформації для молоді» (англ. First Love: A Young People's Guide to Sexual Information). У січні 1986 року видавництво, яке видало книгу, відкликало перші 115 000 надрукованих примірників через «серйозну помилку». У розділі про контрацепцію під заголовком «Природний метод» у книзі було сказано, що «безпечним часом» для сексуальних стосунків є «тиждень перед і тиждень овуляції». В оголошенні повідомлялось, що у виправленому виданні буде сказано, що ті тижні є тижнями, коли жінка може найімовірніше завагітніти, тобто якраз є «небезпечними».
Вестхаймер їздила США з лекційними турами, виступаючи в коледжах та клубах. У липні 1985 року газета New York Times писала, що Вестхаймер отримувала 5000 доларів США за цикл лекцій, і збиралась збільшити гонорар до 7000 доларів США. У 1988 році Барбара Малтер писала, що Вестхаймер отримувала 10 000 доларів США за цикл лекцій.
У 1986 році Вестхаймер уклала контракт із компанією King Features Entertainment на розповсюдження свого нового телевізійного шоу «Спитайте докторку Рут» (англ. Ask Dr. Ruth), а також однойменної колонки. Нове шоу стартувало у 1987 році. Це було шоу з аудиторією. Зйомки шоу проходили в Нью-Йорку, знімали по 2-3 випуски на день, а квитки на зйомку можна було придбати за день-два до зйомок.
У 1988 році Вестхаймер повернулася до мережі Lifetime із новим шоу «Нове шоу докторки Рут» (англ. The All New Dr. Ruth Show). Після цього в 1989 році вона вела шоу із порадами для підлітків «Що трапилося, докторко Рут?» (англ. What's Up, Dr. Ruth?) і телевізійне шоу для підлітків зі дзвінками «Ти в ефірі з докторкою Рут» (англ. You're on the Air with Dr. Ruth) у 1990 році.

### Шлюби
Першим чоловіком Вестхаймер був ізраїльтянин Давід Бар-Хаїм, однак шлюб тривав недовго, відповідно до Вестхаймер, тому, що вона була занадто молодою і хотіла закінчити навчання. ЇЇ другим чоловіком був француз Ден Боммер, від якого вона народила дочку Міріам. Вестхаймер стверджує, що цей шлюб розпався, тому що вона знала, «що це не на все життя». Про Боммера вона каже так: «[в]ін був чудовий, але мені було дуже нудно, а для стосунків потрібен не тільки хороший секс». ЇЇ третім чоловіком став інженер-електрик Фред Вестхаймер. Шлюб із ним вона називає «справжнім шлюбом». Вони познайомилися під час катання на лижах у 1961 році. «Я піднялася на гору з Фредом і дізналася, що йому 35 років, він німець, єврей і ніколи не був одружений», — зазначає вона. «Ми одружилися протягом року». У цьому шлюбі Вестхаймер народила сина Джоеля.

### Подальше життя
Радіо та телевізійні шоу Вестхаймер припинилися наприкінці 1980-х початку 1990-х, але вона продовжувала читати лекції, писати книги, виступати на телебаченні та займатись приватною практикою у галузі секс-терапії. На початку 1990-х Вестхаймер стала співведучою із ізраїльським ведучим Арадом Ніром шоу Min Tochnit, подібного до її американського шоу «Сексуально кажучи», на ізраїльському телебаченні.
У 2007 році Вестхаймер відновила своє німецьке громадянство завдяки Проєкту німецького громадянства, який дозволив нащадкам німців, позбавлених громадянства під час нацистського правління, повернути своє громадянство, не втрачаючи громадянства своєї рідної країни.

### Останні роки
У свій 91-й день народження, 4 червня 2019 року, Рут Вестхаймер стала гостею в шоу Еллен Дедженерес. Вона також була активною у соцмережах: у Твіттері мала понад 100 000 підписників. У перший день повномасштабного вторгнення РФ в Україну 2022 року Вестхаймер написала в Твіттері: «Я мало не загинула під час вибуху бомби на свій 20-й день народження. Ви не уявляєте, як мені болить за людей в Україні».
У 2023 році Вестхаймер звернулась до сенаторки від штату Нью-Йорк Ліз Крюґер, друга сім'ї, щодо вирішення питання самотності. Натхненна призначенням Великобританією кілька років тому міністра у справах самотності, сенаторка Крюґер написала губернаторці штату Нью-Йорк Кеті Гокул листа на двох сторінках, у якому запропонувала кандидатуру Вестхаймер на роль першої амбасадорки самотності Нью-Йорка. Після цього, відповідно до Вестхаймер, вона та губернаторка спілкувались через zoom.
У листопаді 2023 року губернаторка Гокул призначила Вестхаймер почесною амбасадоркою самотності. «Докторка Рут Вестхаймер запропонувала свої послуги, щоб допомогти людям похилого віку та всім жителям Нью-Йорка впоратися з епідемією самотності, — сказала губернаторка у своїй заяві, — і я призначаю її першим в країні почесним послом Самотності від штату».
Рут Вестхаймер померла 12 липня 2024 року вдома на Мангенттені.

## Позиція з деяких сексуальних питань

### Жіночий оргазм

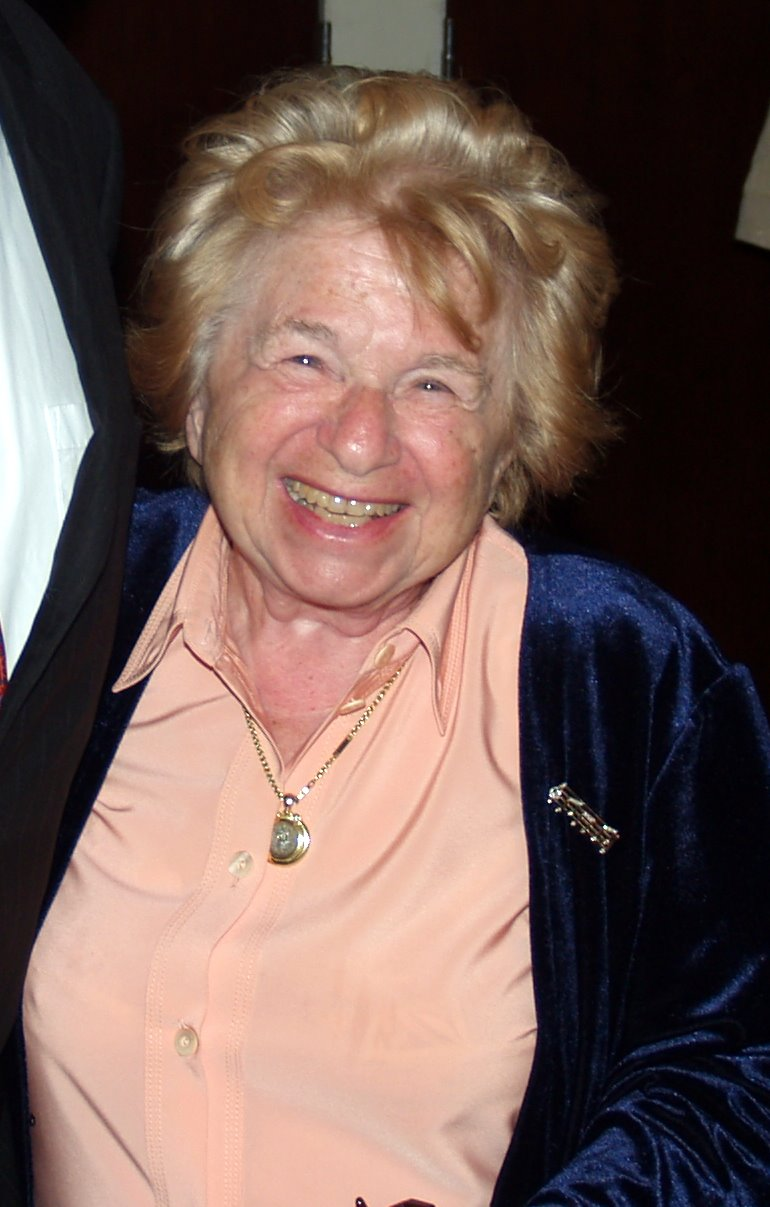
Вестхаймер у 2008

У книгах Вестхаймер та її співавторів розвінчується запропонований Зігмундом Фрейдом поділ жіночого оргазму на кліторальний та вагінальний. Вестхаймер стверджує, що клітор завжди залучений до жіночого оргазму. «Всі жіночі сексуальні задоволення фізіологічно пов'язані з клітором», — пише вона. Під час статевого акту жіночий оргазм досягається за рахунок стимулювання клітора шляхом рухів пеніса у вагіні або шляхом стимулювання пальцями. Вестхаймер зазначає, що присутність пеніса (або його замінника) у вагіні підсилює задоволення від оргазму. Вона пише, що цей ефект, можливо, має як психологічну, так і фізичну природу.
Вестхаймер пояснює, що оргазми різняться за інтенсивністю. «Часто оргазм буде легким відчуттям приємного звільнення, ніж землетрусом», — пише вона. Вестхаймер також пише про феномен «пропущеного оргазму» — оргазм, який хоч і має місце, є настільки нечітким, що жінка не сприймає його як задоволення. Відповідно до Вестхаймер, у разі пропущеного оргазму жінка може відчути просто деяке звільнення від сексуальної напруги.
Крім того, Вестхаймер відкидає ідею, що чим більший пеніс, тим більше задоволення приносить оргазм. Вона пише, що «навіть маленький пеніс може забезпечити клітору непряме тертя, що призводить до оргазму». Вестхаймер вважає, що жінкам, яким важко досягти оргазму, і які хочуть навчитись його досягати, по-перше, потрібно навчитись мастурбувати. Коли жінка навчилась сама себе доводити до оргазму шляхом мастурбації, зазначає Вестхаймер, вона може навчити свого партнера доводити її до оргазму.
Вестхаймер також обговорює вібратор як один із засобів досягти оргазму: його вібрації настільки сильні, що в більшості випадків він доведе жінку до оргазму, якщо тільки в неї немає психологічного небажання відчути оргазм. Водночас Вестхаймер застерігає: жінка може потрапити в залежність від вібратора.
Вестхаймер скептично ставилась до теорії існування G-точки — ерогенної зони в районі передньої вагінальної стінки. У своїй першій книзі вона згадує, про те, що останнім часом з'являються повідомлення про G-точку, однак, повторює, що в сучасній секс-терапії кліторальний оргазм вважається стандартним та надійним типом оргазму. У книзі «Енциклопедія сексу докторки Рут» 1994 року Вестхаймер наголошувала, що на той час не було наукових досліджень або консенсусу щодо існування G-точки. У книзі підкреслюється, що жінки не повинні почуватись неповноцінними або вважати, що в них є фізичні вади, якщо вони не можуть знайти G-точку в своїй вагіні. У книзі «Секс для чайників» 1995 року Вестхаймер пише: «Так, я не проти G-точки. Зрештою, якщо у вагіні є якесь особливе місце, яке дарує жінкам неймовірний оргазм, то хто я така, щоб скаржитись? Моя проблема з G-точкою полягає в тому, що ніколи не було науково підтверджених доказів її існування. Проте тисячі, а наскільки я знаю, мільйони жінок зараз шукають свої G-точки». У 2020 році в подкасті Джонатана Кейпгарта Вестхаймер говорила, що прочитала статтю, в якій цитувалось дослідження, в якому зазначалось, що G-точки не існує. Йдеться про статтю на сайті видання Cosmopolitan, в якій повідомляється, що у 2017 році в останньому та найбільшому на той момент посмертному дослідженні, проведеному на 13 трупах, дослідники не знайшли G-точки.

### Мастурбація

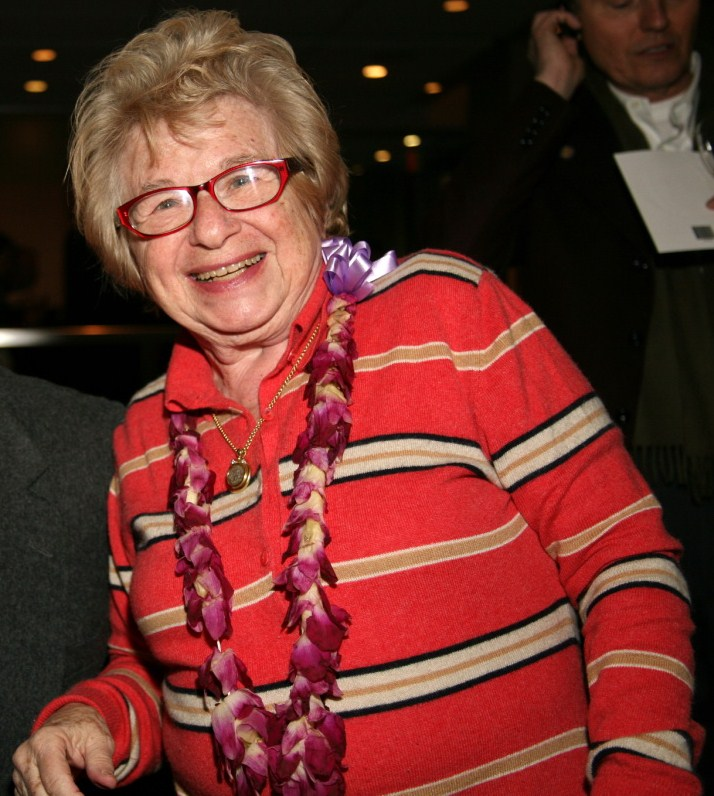
Вестхаймер у 2009 році

Вестхаймер писала, що підліткова мастурбація є не тільки здоровою, але й важливою частиною навчання сексу, як для хлопців, так і для дівчат. Вона відкидає ідею, що мастурбація аморальна або шкідлива. У книзі «Перше кохання: Посібник із сексуальної інформації для молоді» Вестхаймер та Кравец зазначають, що багато чоловіків та хлопців мастурбують, і ніхто не може довести, що це завдало їм якої-небудь шкоди. У книзі «Енциклопедія сексу докторки Рут» 1994 року Вестхаймер пише, що секс-педагоги та секс-терапевти погоджуються, що мастурбація є нормальною для сексуального розвитку молоді, вона є корисною в сексуальній взаємодії між двома люблячими людьми та є засобом зняття сексуальної напруги для тих, хто не має партнера. Посилаючись на сучасних експертів, Вестхаймер застерігає батьків від втручання в дитячу мастурбацію, оскільки це є втручанням у природнє бажання дитини дослідити свою сексуальність. Вона пояснює, що підлітки відчувають посилене бажання мастурбувати через гормональні зміни.
Вестхаймер також схвально ставиться до мастурбації дорослих. Секс-терапевтка пояснює, що у секс-терапії мастурбація є одним із важливих засобів лікування сексуальних дисфункцій як в чоловіків, так і в жінок. Вона цитує дослідження, відповідно до яких люди відчувають інтенсивніший оргазм під час мастурбації, ніж під час статевого акту. Для жінки мастурбація є способом пізнати себе та навчитись відчувати оргазм, а потім навчити партнера доводити її до оргазму.
Вестхаймер наводить приклади різних допоміжних засобів для жіночої мастурбації: пальці, вібратор, фалоімітатор, сидіння велосипеду, подушка, натиск води з крану, і навіть просто думки. Водночас Вестхаймер робить застереження, що вона не може гарантувати безпеку кожного приладу. Щодо натиску води вона зазначає, що сильний натиск може бути шкідливим. Крім того, вона застерігає він застосування повітря з повітряного компресора як допоміжного засобу мастурбації: «ніколи не використовуйте його». Вона дає наступні безпекові рекомендації: «Огляньте будь-який пристрій або фалоімітатор і спробуйте його на своїй шкірі, щоб переконатися, що на ньому немає абразивних місць або гострих частин. Зрілий огірок іноді має колючки — їх потрібно потерти перед тим, як його вставляти. До речі, це чудовий фалоімітатор». Крім того, Вестхаймер рекомендує очищувати будь-який сторонній предмет перед вставлянням у вагіну, а також застосовувати лубрикант.
Секс-терапевтка звертає увагу на те, що мастурбація може бути не тільки усамітненим заняттям, але й тим, чим можна займатись разом із партнером. «Пара може мастурбувати одне одному, навчаючись одне в одного найкращим способам торкатися і гладити пеніс і клітор», — пише Вестхаймер.

### Гомосексуальність
Обговорюючи питання гомосексуальності в своїй першій книзі, Вестхаймер писала, що залишається невідомим, чому деяких людей приваблюють особи тієї ж статті. У книзі «Секс і мораль: хто навчає нас сексуальних норм?» Вестхаймер та Ліберман пояснюють, що гомосексуали не обирають гомосексуальність, так само, як і гетеросексуали не обирають гетеросексуальність. Автори також зазначають, що ніхто не може спричинити гомосексуальність іншої особи, так само, як ніхто не може спричинити гетеросексуальність іншої особи. Вестхаймер та Ліберман зазначають, що гомосексуальність не є психічним розладом, а також, що одностаттевий секс не є ненормальною поведінкою. Вестхаймер пише, що, якщо двоє дорослих за згодою вирішують мати одностатевий секс чи стосунки, все, що їм подобається, має бути прийнятним.
Вестхаймер розвінчує деякі міфи, пов'язані із гомосексуальністю. Так, вона розвінчує міф про те, що в гомосексуальних чоловіків була надмірно домінуюча мати та слабкий, покірливий батько. Вона пише, що ця теорія спростовується очевидним фактом, що в багатьох чоловіків-геїв є брати, з якими вони разом зростали в одній сім'ї, і ці брати є гетеросексуальними. Вестхаймер також називає міфом те, що лесбійки ненавидять чоловіків: з тим як все більше жінок визнають, що вони лесбійки, стало зрозуміло, що серед них є багато фемінних жінок, які добре взаємодіють із чоловіками.
Вестхаймер пояснює, що гомосексуальність та гетеросексуальність є аспектами людської сексуальності, і в рамках неї між гомо- та гетеролюдьми, на подив, не має великої різниці. Вона зазначає, що у секс-терапії гомо- та гетеросексуальні люди часто стикаються з однаковими проблемами, і шляхи вирішення цих проблем, теж часто однакові для всіх. Можливо головною відмінністю між гомосексуалами та гетеросексуалами, пише Вестхаймер, є те, що гомосексуалам важче знайти підтримку їхнього стилю життя в сім'ї та досягти прийняття їхніх партнерів сім'єю.
Також у своїх працях Вестхаймер писала, що гомосексуальний досвід не обов'язково робить людину гомосексуальною. Вона наводить приклади, коли люди із гомосексуальним досвідом потім перемикались на гетеросексуальні стосунки. У книзі «Перше кохання: Посібник із сексуальної інформації для молоді» Вестхаймер та Кравец зазначають, що деякі люди в ранній період життя проходять через гомосексуальну фазу, а потім роками перебувають у гетеросексуальних стосунках і навіть одружуються та мають дітей. Вони уточнюють, що у середньому віці такі люди можуть повернутись до гомосексуальних стосунків, наприклад, після розлучення або смерті чоловіка або дружини.
У своїх працях Ветсхаймер обговорює ставлення до гомосексуальності в суспільстві. У книзі «Секс і мораль: хто навчає наших сексуальних норм?» Вестхаймер та Ліберман роблять спостереження, що питання гомосексуальності викликає дуже сильні емоційні реакції як серед її прихильників, так і серед противників. В «Енциклопедії сексу докторки Рут» вона пояснює, що індивідуальне ставлення до гомосексуальності походить від культурних переконань більшості суспільства та корениться в етнічній приналежності, традиціях, релігії та соціальному класі. Вона також зазначає, що із часами ставлення до гомосексуальності змінюється. У книзі «Небесний секс: сексуальність в єврейській традиції» Вестхаймер та Марк пишуть, що в часи античності ставлення до чоловічої гомосексуальності було толерантним, а Танах є першим відомим документом, який оскаржував уявлення про те, що секс — це дія, відокремлена від душі чи духовних наслідків. Автори пояснюють, що юдаїзм почав наполягати на стосунках між чоловіком і жінкою як на єдиній освяченій нормі, таким чином роблячи стосунки придатнішими для розмноження. У своїй першій книзі Вестхаймер зазначала, що функціонувати в суспільстві як гомосексуал важче, ніж як гетеросексуал. Вона писала: «Я не раджу людям заявляти, що вони гомо, поки вони не будуть абсолютно впевнені, готові зробити зрілий вибір».
В «Енциклопедії сексу докторки Рут» обговорюються безпекові аспекти анального сексу між чоловіками. У книзі зазначається, що ця форма сексу, можливо, є найнебезпечнішою з точки зору ймовірності передачі ВІЛ. Вестхаймер пояснює, що вважається, що небезпека зараження хворобами, що передаються статевим шляхом, та ВІЛом у під час такого статевого акту виникає як через сперму, так і через слизову оболонку прямої кишки, яка легко розривається або стирається, що забезпечує легкий доступ до кровотоку. Вона зазначає, що хоча багато хто намагається еякулювати поза тілом, бажання залишатися в анусі партнера може бути сильним, і існує ймовірність того, що невелика кількість рідини перед еякуляцією може поширювати інфекцію. Тому, пише Вестхаймер, настійно рекомендується використання презервативів для запобігання передачі ВІЛ та інших інфекцій.

## Номінації та нагороди
У 1986 році мер Нью-Йорка Ед Коч нагородив Вестхаймер премією свободи, яка присвоюється натуралізованим громадянам США, які зробили вагомий внесок в розвиток Нью-Йорка та США. У 1994 німецька організація «Німецьке суспільство за соціально-наукові дослідження сексуальності» (нім. Deutsche Gesellschaft für Sozialwissenschaftliche Sexualforschung) нагородило Вестхаймер медаллю Маґнуса Гіршфельда за сексуальну реформу. У травні 2000 року Вестхаймер отримала ступінь почесного доктора Єврейського об'єднаного коледжу-Інституту релігії за її роботу в сфері людської сексуальності та відданість єврейському народу, Ізраїлю та релігії. У 2001 році вона отримала почесних ступінь доктора літератури у Леманському коледжі. У 2001 році вона отримала Почесну медаль острова Елліс та медаль Лео Бека, а в 2004 році отримала почесний ступінь доктора літератури у Трініті-коледжі.
У 2010 році Вестхаймер стала лауреатом Міжнародного залу слави «Жінки в технології». У 2013 році Вестхаймер отримала премію ім. Маргарет Сенгер від Американської федерації планування сім'ї. У 2017 році вона стала лауреатом Німецько-американського залу слави. У 2019 році Вестхаймер стала лауреатом Залу слави радіо. Також у 2019 році була нагороджена Орденом «За заслуги перед Федеративною Республікою Німеччина». Крім того, у 2019 році Вестхаймер отримала почесний докторський ступінь від Університету Бен-Гуріона.

## Праці Рут Вестхаймер
- «Посібник докторки Рут з гарного сексу», 1983 (англ. Dr. Ruth's guide to good sex)
- «Перше кохання: Посібник із сексуальної інформації для молоді», 1985 (англ. First Love: A Young People's Guide to Sexual Information) — у співавторстві з доктором Нейтаном Кравецом
- «Посібник докторки Рут для одружених коханців», 1986 (англ. Dr. Ruth's Guide for Married Lovers)
- «Все за життя», 1988 (англ. All in a lifetime) — у співавторстві з Беном Яґодою
- «Секс і мораль: хто навчає наших сексуальних норм?», 1988 (англ. Sex and Morality: Who Is Teaching Our Sex Standards?) — у співавторстві з доктором Луї Ліберманом
- «Рятуючись від спасіння: ефіопська єврейська родина в перехідний період», 1992 (англ. Surviving salvation: the Ethiopian Jewish family in transition) — у співавторстві з доктором Стівеном Капланом
- «Посібник докторки Рут з еротичних і чуттєвих насолод», 1992 (англ. Dr. Ruth's Guide to Erotic and Sensuous Pleasures) — у співавторстві з доктором Луї Ліберманом
- «Посібник докторки Рут із безпечного сексу», 1992 (англ. Dr Ruth's Guide to Safer Sex)
- «Відтепер все буде інакше», 1993 (нім. Ab jetzt wird alles anders)
- «Мистецтво збудження: прославлення еротичного мистецтва в історії», 1993 (англ. The Art of Arousal: A Celebration of Erotic Art Throughout History)
- «Енциклопедія сексу докторки Рут», 1994 (англ. Dr. Ruth's encyclopedia of sex)
- «Секс для чайників», 1995 (англ. Sex For Dummies)
- «Цінність сім'ї: план на 21 століття», 1996 (англ. The value of family : a blueprint for the 21st century)  – у співавторстві з Беном Яґодою
- «Небесний секс: сексуальність в єврейській традиції», 1996 (англ. Heavenly sex : sexuality in the Jewish tradition) — у співавторстві з Джонатаном Марком
- «Докторка Рут розповідає про бабусь і дідусів», 1997 (англ. Dr. Ruth talks about grandparents) — у співавторстві з Пьєром А. Леху
- «Стаючи дідусями та бабусями», 1998 (англ. Grandparenthood) — у співавторстві з доктором Стівеном Капланом
- «Докторка Рут розмовляє з дітьми», 1998 (англ. Dr. Ruth talks to kids)
- «Посібник докторки Рут зі студентського життя», 2000 (англ. Dr. Ruth's guide to college life) — у співавторстві з Пьєром А. Леху
- «Влада: неперевершений афродизіак», 2001 (англ. Power: The Ultimate Aphrodisiac) — у співавторстві з доктором Стівеном Капланом
- «Докторка Рут, бабуся на колесах!», 2001 (англ. Dr. Ruth, Grandma on wheels!) — у співавторстві з Пьєром А. Леху
- «Романтика для чайників», 2001 (англ. Romance for Dummies)
- «Відродження романтики для чайників – картки для розмов», 2001 (англ. Rekindling Romance for Dummies – Conversation Cards) — у співавторстві з Пьєром А. Леху
- «Хто я? Звідки я прийшов?», 2001 (англ. Who Am I? Where Did I Come From?)
- «Музично кажучи: життя через пісню», 2003 (англ. Musically speaking: a life through song)
- «Підкорення порогів життя: як максимально використати можливості середнього віку», 2003 (англ. Conquering the rapids of life: making the most of midlife opportunities) — у співавторстві з Пьєром А. Леху

- «52 уроки про те, як розповісти про кохання», 2004 (англ. 52 lessons on communicating love) — у співавторстві з Пьєром А. Леху
- «Посібник докторки Рут з розмов про герпес», 2004 (англ. Dr. Ruth's guide to talking about herpes) — у співавторстві з Пьєром А. Леху
- «Докторка Рут про секс після 50: романтика, пристрасть і азарт!», 2005 (англ. Dr. Ruth's sex after 50 : revving up the romance, passion & excitement!)
- «Олива і дерево: таємна сила друзів», 2008 (англ. The Olive and the Tree: The Secret Strength of the Druze) — у співавторстві з Джил Седан
- «Посібник докторки Рут для підлітків і сексу сьогодні: від соціальних мереж до друзів із привілеями», 2008 (англ. Dr. Ruth's Guide to Teens and Sex Today: From Social Networking to Friends with Benefits)
- «10 головних секретів чудового сексу від докторки Рут», 2009 (англ. Dr. Ruth's top 10 secrets for great sex) — у співавторстві з Пьєром А. Леху
- «Міфи про кохання», 2010 (нім. Mythen der Liebe) — у співавторстві з Джеромом Зінґерманом
- «Сексуально кажучи: що кожна жінка повинна знати про сексуальне здоров'я», 2012 (англ. Sexually speaking: what every woman needs to know about sexual health) — у співавторстві з Амосом Ґрюнбаумом та Пьєром А. Леху
- «Посібник докторки Рут для осіб, які доглядають за хворими на хворобу Альцгеймера», 2012 (англ. Dr. Ruth's guide for the Alzheimer's caregiver)  — у співавторстві з Пьєром А. Леху
- «Доктор: Докторка Рут про кохання, життя та радість життя», 2015 (англ. The doctor is in : Dr. Ruth on love, life, and joie de vivre) — у співавторстві з Пьєром А. Леху
- «Живи з бажанням і любов'ю: моя порада для повноцінного життя», 2015 (нім. Живи з бажанням і любов'ю: моя порада для повноцінного життя) — — у співавторстві з Пьєром А. Леху
- «Бабуся з американських гірок: дивовижна історія докторки Рут», 2018 (англ. Roller Coaster Grandma: The Amazing Story of Dr. Ruth) — у співавторстві з Пьєром А. Леху

## В популярній культурі
У 1985 році Вестхаймер зіграла роль заможної філантропки місіс Геффнер у французькому фільмі «Одна жінка чи дві» (фр. Une femme ou deux).
Вестхаймер зіграла саму себе у наступних фільмах та серіалах:
- в американському фільмі 1987 року «Назавжди, Лулу» (англ. Forever, Lulu)[50]
- в одній серії 1986 року американського телесеріалу 1985—1988 років «Вигадки та легенди долини» (англ. Tall Tales & Legends)[51]
- в одній серії («Друзі та коханці») 1992 року американського телесеріалу 1992—1999 років «Район Мелроуз»[52]
- в одній серії 1993 року американського телесеріалу 1989—1993 років «Квантовий стрибок»[53]
- в одній серії 1999 року американського телесеріалу 1998—1999 років «Човен кохання: Наступна хвиля» (англ. Love Boat: The Next Wave)[54]
- в одній серії 1999 року американського телесеріалу 1997—2002 років «Еллі Мак-Біл»[55]
- в одній серії 2005 року американського телесеріалу 2005—2006 років «Головні справи» (англ. Head Cases)[56]
- у американському телефільмі 2007 року «Ліпшиц рятує світ» (англ. Lipshitz Saves the World)[57]

У 2019 році вийшов документальний фільм про життя Рут Вестхаймер «Спитайте докторку Рут» (англ. Ask Dr. Ruth). Джастін Ченґ з Los Angeles Times у рецензії на фільм зазначив, що, хоча Вестхаймер відома своєю відвертістю, вона неохоче обговорює свої емоції. Оглядачка New York Times написала, що фільм «більше схожий на похвалу, ніж на вдумливе дослідження блискучого бунтівного розуму».